# Лі Цзіньцзи
Лі Цзіньцзи  (кит.: 李 金子, 4 березня 1990) — китайська боксерка, бронзова олімпійська медалістка 2012, чемпіонка світу 2008, чемпіонка Азії та Азійських ігор.

## Аматорська кар'єра
На чемпіонаті світу 2006 завоювала срібну медаль.
На чемпіонаті Азії 2008 стала чемпіонкою. Через два місяці стала чемпіонкою світу, здобувши у фіналі перемогу над Анною Лорелл (Швеція).
На чемпіонаті світу 2010 завоювала срібну медаль, програвши у фіналі Мері Спенсер (Канада).
На Азійських іграх 2010 стала чемпіонкою.

### Виступи на Олімпіаді 2012
- В 1/8 фіналу перемогла Розелі Феїтоса (Бразилія) — 19-14
- У чвертьфіналі перемогла Мері Спенсер (Канада) — 17-14
- У півфіналі програла Надії Торлоповій (Росія) — 10-12

| Олімпіада   | Дисципліна | Місце |
| ----------- | ---------- | ----- |
| Лондон 2012 | 75 кг      |       |